# Грэм, Эйми
Эйми Линн Грэм (англ. Aimee Lynn Graham, МФА: [ˈeɪ̯mi ˈlɪn ˈgræm]; родилась 20 сентября 1971) — американская актриса и младшая сестра актрисы Хизер Грэм.
Грэм родилась в Милуоки, Висконсин. Ходила в школу с моделью Beverly Peele, а также сценаристом и режиссёром Шэйном Стэнли (Shane Stanley).
Её мать Джоан — школьная учительница и известный автор детских книг, отец — Джеймс Грэм, агент ФБР в отставке. Она снялась во многих фильмах, таких как «100 девчонок и одна в лифте», «Джеки Браун», «Fellowship of the Dice», в которых она начинала, и телесериалах, подобным «C.S.I.: Место преступления». Также она исполнила главную роль Полли в фильме «Japan» 2008 года.

## Избранная фильмография
- 1992: «Чудесные годы» в роли Кэнди Дженсен
- 1993: «Эмос и Эндрю» в роли Стейси
- 1996: «Touched by an Angel» в роли Danielle Dawson
- 1996: «От заката до рассвета» в роли жертвы-блондинки
- 1997: «Джеки Браун» в роли Эйми
- 1997: «Perdita Durango — женщина действия»
- 1998: телесериал «Скорая помощь» в роли Everly
- 1999: «Разрушенный дворец» в роли Бет Энн Гарденер
- 2000: 100 девчонок и одна в лифте в роли мисс Стерн
- 2000: «Rave»
- 2000: «Таймкод»
- 2000: «Dropping Out»
- 2000: «Shriek If You Know What I Did Last Friday the Thirteenth» в роли Screw
- 2002: «Bark» в роли Ребекки
- 2005-2006: «C.S.I.: Место преступления» в роли Kelly Gordon
- 2008: «Japan»

## Прочее
- Имеет рост 1,70 м
- Выступала в ток-шоу «Berman & Berman»
- Снялась в музыкальном клипе на песню «Man on the Moon» группы R.E.M.
- Играла в двух фильмах Квентина Тарантино